# Demeter Ervin
Demeter Ervin (Budapest, 1954. december 21. –) magyar politikus, országgyűlési képviselő, miniszter, kormánymegbízott.

## Tanulmányai
1977-ben végzett a Kereskedelmi és Vendéglátóipari Főiskolán, második diplomáját 1984-ben a Pénzügyi és Számviteli Főiskolán szerezte.

## Politika előtt
1977 és 1984 között a Volán Elektronika Számítástechnikai Vállalatnál operátor, rendszerszervező. 1984-ben a Pénzügyminisztérium Ellenőrzési Főigazgatóságára került (1987-től Adó- és Pénzügyi Ellenőrzési Hivatal), ahol főrevizor, majd adótanácsadó, később adószakértő volt.

## Politikai pályafutása
1988-ban belépett az MDF-be. 1990-ben bekerült a Fővárosi Közgyűlésbe, ahol 1992 és 1995 között az MDF frakcióját vezette. A pénzügyi ellenőrző bizottság elnöke volt 1990 és 1994 között. 1994-ben újra bekerült a Fővárosi Közgyűlésbe, mandátumáról 1996-ban mondott le.
Az 1994-es választásokon az MDF budapesti listájáról jutott be az Országgyűlésbe. A Szabó Iván-féle szárny kiválása után őt választották a párt frakcióvezetőjévé.
1998-ban nem sikerült mandátumot szereznie, viszont az Orbán-kormány idején a Miniszterelnöki Hivatalban volt politikai államtitkár. 2000-ben kinevezték Kövér László utódjaként a polgári nemzetbiztonsági szolgálatokért felelős tárca nélküli miniszterré. Ekkor kilépett az MDF-ből. Posztját a kormányváltásig viselte.
A 2002-es választást követően ismét országgyűlési képviselő, ekkortól Fidesz-színekben (országos lista). A pártba 2003-ban lépett be. 2005 és 2007 között a párt egri elnöke volt.
A 2006-os és a 2010-es választásokon is a Fidesz Heves megyei listájának éléről került be az Országgyűlésbe.
2011-től 2020-ig Borsod-Abaúj-Zemplén megye Kormányhivatalát vezető kormánymegbízott.

## Családja
Nős, egy fiúgyermek édesapja. Édesapja Hajdú Demeter Dénes közíró volt, 2002-ben a MIÉP országgyűlési képviselő-jelöltje.

## Díjai
- 1994: A Magyar Köztársasági Érdemrend kiskeresztje